# François-Hyacinthe de Las Cases
François-Hyacinthe, marquis de Las Cases (né le 1er janvier 1733 et mort le 23 juillet 1780 à Couffinal, commune de Revel en Haute-Garonne), est un militaire français.
Il est le père d'Emmanuel de Las Cases, qui a recueilli les célèbres mémoires de Napoléon Bonaparte lors de son séjour à Sainte-Hélène .

## Biographie
François-Hyacinthe de Las Cases porte les titres de « chevalier, seigneur justicier dans les consulats de Puylaurens, Revel et Palleville, seigneur suzerain et dominant de la Mothe, Dournes et autres places ».
Né le 1er janvier 1733, il suit son père militaire dès l'âge de sept ans sur les champs de bataille. À l'âge de onze ans, il perd l'œil gauche, lors de la campagne d'Italie avec Louis-François de Bourbon-Conti. Cette blessure, dira-t-on par la suite, « pèsera sur son moral ».
Il fait avec distinction, en qualité de capitaine, les campagnes de 1757 et 1758, en Allemagne, ainsi que celle de 1762, sous Louis V Joseph de Bourbon-Condé.
Il reçoit la croix de Saint-Louis en 1763 et, bientôt après, les commandements de Revel, Sorèze et Burzet-en-Vivarais (Ardèche).
Le 18 février 1765, il épouse Jeanne Naves de Ranchin à Cadix. Leur fils aîné, Emmanuel de Las Cases, sera l'auteur du célèbre Mémorial de Sainte-Hélène, récit de la jeunesse et des campagnes de Napoléon Ier.

### Suicide
François-Hyacinthe de Las Cases se suicide le 13 juillet 1780, à l’âge de 47 ans, dans une chambre du premier étage de son château. Il souffrait très probablement d'une dépression en relation avec sa blessure à l’œil. Ses obsèques sont célébrées à l'église de Couffinal.